# シュガー・ラッシュ
『シュガー・ラッシュ』（原題：Wreck-It Ralph）は、リッチ・ムーア監督による2012年の3Dコンピュータアニメーション映画であり、また作中に登場するゲームの名前。

## 概要
アーケードゲームの世界で悪役キャラクターを演じてきたラルフが、ヒーローになる夢をかなえるために冒険に旅立つファンタジー・アドベンチャー映画。ウォルト・ディズニー・アニメーション・スタジオ製作で、ウォルトディズニーアニメーションスタジオ長編作品としては52作目となる。
日本では、日本語吹き替え版（2D版と3D版）のみで劇場公開された。劇場公開時に短編アニメーション『紙ひこうき』が同時上映された。また、続編として『シュガー・ラッシュ:オンライン』（2018年）が公開された。

## あらすじ
閉店後のとあるゲームセンターでは、ゲームキャラクターたちが意思を持ち、ゲーム世界をつなぐ「ゲーム・セントラル・ステーション」を辿って他のキャラクターと交流していた。アーケードゲーム「フィックス・イット・フェリックス」の悪役ラルフは、今の境遇に不満を抱え、稼働30周年を機に悪役セラピーに参加しても満足できず、他のキャラクターたちがパーティーを開いているのを目撃。思わず乗り込むも歓迎されず、自分もヒーローになって見返すと宣言。反論するジーンとで「ヒーローのメダル」を入手すれば、最上階の部屋に住まわせるという賭けを行う。
FPS「ヒーローズ・デューティ」に潜り込んだラルフは、なんとかメダルを獲得するがサイ・バグの1匹に襲われたまま一緒に別のゲーム「シュガー・ラッシュ」の世界へと迷い混んでしまう。その頃「フィックス・イット・フェリックス」は、ラルフが画面に登場しなくなったことで「故障中」の札が貼られてしまう。ゲームの撤去を防ぐためフェリックスはラルフを連れ戻すべく「ヒーローズ・デューティ」に乗り込み、ゲームセンター廃業を危惧しサイ・バグを追うカルホーン軍曹に一目惚れ。「シュガー・ラッシュ」の世界へついて行く。
レースゲーム「シュガー・ラッシュ」でラルフは、ヴァネロペにメダルを横取りされる。憤慨するラルフだったが、彼女は自身のプログラムの不具合のせいで、レース出場を禁じられ同じ世界の住人たちからも疎まれていた。ラルフは彼女を助け、優勝すればメダルを返してもらう約束を交わし協力し交流を深めてゆく。
しかし、レース参加の直前、メダルを手にしたキャンディ大王がラルフのもとに現れ、ヴァネロペがレースに出て不具合が見つかると、ゲーム筐体が故障とみなされ撤去されてしまい、彼女だけが消滅してしまうため、あえてレースから締め出していると話す。ラルフは、戸惑いつつもヴァネロペにそれを伝えるが、ラルフが服の下に隠していたメダルを見つけた彼女は、裏切られたと勘違いし口論になる。ラルフは一緒に作ったレースカーを壊し、泣き崩れるヴァネロペに罪悪感を感じながら自分の世界へと帰っていく。
その頃、フェリックスは、困難を乗り越える内にカルホーン軍曹と惹かれ合うが、ふいのセリフが彼女のトラウマを刺激し喧嘩別れとなり、一人で向ったキャンディ大王の城でサワー・ビルに捕まってしまう。
戻ってきたラルフは、ジーンに最上階の部屋の鍵を貰うが、皆が逃げ出し無人となったマンションに気持ちは晴れずメダルを投げ捨てる。飛んでいくメダルの先で、不具合で登場しないはずのヴァネロペが描かれた「シュガー・ラッシュ」の筐体が見え、不審に思ったラルフは再び「シュガー・ラッシュ」の世界へ向かい、そこで真実を知る。実はヴァネロペもプレイヤーキャラクターの一人であり、彼女がレースに参加してゴールラインを超えるとゲームがリセットされるため、キャンディ大王が彼女に関するプログラムを全て抜き取り、その世界の住人の記憶も封印していた。ラルフは、助け出したフェリックスにレースカーを直してもらい、ヴァネロペも救出し和解、レースへと参加させる。だが一方でカルホーン軍曹は大繁殖したサイ・バグの群れを発見していた。
スタートが大きく出遅れたヴァネロペは、自身の「不具合」を利用した瞬間移動を駆使し先頭になるも、キャンディ大王の妨害の手が迫る。偶然、ヴァネロペに触れられたキャンディ大王は彼女から感染したバグにより、ターボという正体を現す。彼はかつて、自分のゲームを放棄し新型レースゲームに侵入し互いのゲーム機に不具合を発生させ、ゲーム機と共に消滅したと思われていたが生き延び、「シュガー・ラッシュ」世界のプログラムを書き換え、この世界を支配していた。辛くもターボをかわし、ヴァネロペがゴール寸前まで来た時、サイ・バグの大群が溢れ出し、この世界を喰い荒らし始める。カルホーン軍曹の指揮の下、全住人が逃げ出すが、ヴァネロペだけが「不具合」のため出られずにいた。
「ビーコン」と呼ばれる眩い光の柱を灯すことでサイ・バグを集めて殲滅することを思い出したラルフは、「ダイエットコーラ火山」を噴火させビーコンの代わりにする作戦を思いつく。そこに、サイ・バグと融合したターボが現れ邪魔をするが、作戦は成功。そのまま火口に落ちゲームオーバーを覚悟するラルフを瞬間移動でヴァネロペが助け出し、ターボはサイ・バグの本能には逆らえないまま、大噴火の火柱に飛び込み消滅した。
ゴールラインをヴァネロペのレースカーが通過し、住人たちの記憶が蘇る。彼女こそ、このゲームの主人公であり、国を統べる王女だった。しかし、彼女は王女よりもレーサーであることを望み、住人たちと和解した。ラルフはこの世界で一緒に暮らすことをヴァネロペに誘われるが、悪役の務めを果たしに自分の世界に戻る意向を伝え、この世界を後にした。
その後、ゲーム機を失い、行き場を失っていたゲームキャラクターたちをボーナスステージで登場させたことで「フィックス・イット・フェリックス」はレトロゲームとして人気が再燃した。フェリックスはカルホーン軍曹と結婚、ラルフの境遇は以前と変わらないが、住民たちと和解し、悪役の仕事にも誇りを感じられるようになり、ヴァネロペは子供たちの人気者になっていた。

## 登場キャラクター

### 主要人物
レック・イット・ラルフ（Wreck-It Ralph）
本作の主人公。1980年代のレトロアーケードゲーム「フィックス・イット・フェリックス」の悪役。身長9フィート（約2.7m）、体重643ポンド（約290kg）の大男。
怪力でアパートビルを殴り壊し、主人公フェリックスを妨害するのが仕事。ゲーム中では「ジーンたちに住処である森を追い出され、その場所にマンションができたことを怒って仕返しのため暴れた」という設定になっており、普段は皆が住むマンションから離れた瓦礫の山で過ごしている。トラウマの泥んこに似ている理由からチョコレートが嫌い。ドジで短気だがQバートにチェリーをあげるなど心優しい性格も持っており、フェリックスのようなヒーローになりたいと思っている。そのため自分の立場に納得しておらず「悪役お悩み相談会」にもめったに姿を見せない。
本来は共演者と仲良くなり、相方のフェリックスのようにメダルやパイが欲しいと思っているが、悪役なのを理由に迫害を受け、誰にも感謝されない憎まれ役を演じることに耐えられなくなり、他のゲームで活躍しヒーローの証のメダルを取り、皆を見返すために旅立つ。
「シュガー・ラッシュ」での冒険を経て、最後には親友のヴァネロペのヒーローとしての悪役になる道を選び、今の境遇を受け入れた。
ヴァネロペ・フォン・シュウィーツ（Vanellope von Schweetz)
本作のヒロイン。レースゲーム「シュガー・ラッシュ」の登場人物で、外見は9歳の少女。
体を構成するプログラムにしばしば青いノイズが入り、それが理由で正式なプレイヤーキャラクターではないと他のレーサーたちから除け者にされている。自分と同じく共演者に愛されないラルフと出会い、レースカーを作ることをきっかけに友情を深めていき、お互いの夢を叶えるため、手を組むことになる。ダイエットコーラ火山の中に隠れ家を作って暮らしている。
以前までは「リケティ・スプリット」と名付けたロールケーキとウエハースなどで作った手製のレースカーを使用していたが、他のレーサーたちに壊され、ラルフと新たに工場に忍び込み、新たに作ったレースカー「キャンディカート」を使用。当初は本物のカートの運転方法すら知らなかったがラルフの作ったコースでの自主練を重ねた結果、実際のレースでは後発スタートでトップを独走する元最強レーサーのキャンディ大王を追い抜くほどの抜群のテクニックを見せた。
小生意気な毒舌家だが、根は明るく優しい性格で人懐っこい。
青いノイズを使った瞬間移動が可能で、当初はヴァネロペ自身にも制御ができないために不具合によるバグと思われていたが、実は彼女の意思で発動できる潜在能力であり、この能力で幾度か危機を乗り越えている他、物語の終盤にはヴァネロペを操作していたプレイヤーがアイテムとして使用している。
彼女の正体は、「シュガー・ラッシュ」の主人公でプリンセス。また、劇中では言及されないがディズニープリンセス初のユダヤ人である。
彼女の不具合を巡る孤立や奮闘は、現実社会において尊重される個性として比喩されている。
フィックス・イット・フェリックスJr.（Fix-It Felix Jr.）
「フィックス・イット・フェリックス」の主人公である小柄な修理工。愛用する父親譲りの魔法のハンマーでラルフが壊したビルを直すのが仕事。礼儀正しい性格だが少々子供っぽいところがある。
ゲーム内ではラルフにとっては宿敵だが、他の共演者とは違って彼の本質を知っており、ゲーム外では仲は良く気遣っているが、ラルフが内心悪者扱いされることに嫌気が差していることに気付いておらず、キャンディ大王に捕まった際に助けに来た彼に八つ当たりしたことで、ラルフの本心を知ることになった。
魔法のハンマーは壊れた物を叩くだけでどんなものも修理し、殴られた自分の顔を叩くことで一瞬に治す治癒効果も持っているが、それゆえに逆に物を壊したり、相手を傷付けることができず、壊そうとすると逆に強化してしまう。
ラルフを探す際に出会い行動を共にするようになったカルホーン軍曹に魅了され、彼女に好意を抱く。当初は彼女の過去のトラウマのため突っぱねられていたが、徐々に距離を縮めていき、最終的にラルフとヴァネロペを仲人にカルホーンと結婚式を挙げた。
映画シナリオ当初はカルホーン軍曹とではなく、ラルフとヴァネロペ二人と行動を共にする予定だった。
カルホーン軍曹（Sergeant Calhoun）
最新鋭のFPSゲーム「ヒーローズ・デューティ」の登場人物。男勝りでタフな女軍人。フルネームは、タモラ・ジーン・カルホーン（Tamora Jean Calhoun）。
他の主要人物と異なり、リアルな八頭身姿で描かれている。性格は常に厳しいが、フェリックスの言動に照れる乙女な一面もある。
結婚式の日に花婿をサイ・バグに殺された過去を持ち、その時のトラウマがフラッシュバックで甦ることがある。変装して「ヒーローズ・デューティ」に参加したラルフを部下のマルコフスキーだと思いこんでいた。ゲーム外へ逃げ出したサイ・バグの幼虫を追い、ラルフを探すフェリックスと行動を共にする中、彼にかつての花婿と面影を重ねつつも、お互いに惹かれあっていく。
「シュガー・ラッシュ」での事件解決後、フェリックスと結婚する。なお、かつての花婿と同じ式場で挙式を行っており、「ヒーローズ・デューティ」の兵士たちは武装して出席している。

### 「シュガー・ラッシュ」（Sugar Rush）
キャンディ大王（King Candy） / ターボ（Turbo）
「シュガー・ラッシュ」の世界を治める王様にして、最強レーサーとして君臨している。使用レースカーは白いキャンディをイメージしたもの。
常にテンションが高く、住民たちにキャンディを配ったりジョークを言うことが多いが、どこかずる賢い一面を持っている。ゲームの故障と判断されかねない欠陥プログラムであるという理由で、ヴァネロペをレースから締め出している。
その正体は1980年代に人気だった8ビット見下ろし型レースゲーム「ターボタイム」の主人公・ターボ。凄腕のレーサーだが度が過ぎるほどの目立ちたがり屋で、「ターボ・タスティック」が口癖。本作のディズニー・ヴィランズ。
かつて新型レースゲーム「ロードブラスターズ」の登場により「ターボタイム」の人気を奪われたことに嫉妬し、自分のゲームを放棄してゲームの乗っ取りを試みた結果、不具合が発生し故障とみなされ、双方のゲーム機が撤去される事件を引き起こした。この事件が元で、自分のゲームにおける役割を放棄すること、もしくはそうして別なゲームの改竄や乗っ取り、妨害を試みる行為は、善悪問わずあらゆるゲームキャラクターたちからは「ターボする（go,turbo）」と呼ばれ、禁忌とされている。
撤去と共にターボ自身も消滅したと皆に思われていたが生き延び、「シュガー・ラッシュ」をクラッキングし王女のヴァネロペを追い出して、キャンディ大王を名乗り住人たちを支配（本人曰く「作り直した」）していた。
元々8ビットゲームのキャラクターなので、時折フェリックスと同じような動きをする。
物語の終盤、サイ・バグに食われたことで融合し、全てのゲームを乗っ取ってラルフとヴァネロペを殺そうとするがサイ・バグの性質により、他のゲームで死んだことで消滅した。
サワー・ビル（Sour Bill）
本来はヴァネロペの側近だが、プログラムの改変によりキャンディ大王の側近として忠誠を誓う。緑色の球体に目と口があり、直接はつながっていない手足がある。舐めたラルフによれば、サワーだけに酸っぱい味がするとのこと。
キャンディ大王以外に「シュガー・ラッシュ」の実情を知っていた（ただし彼自身も記憶を封印されているので詳細までは分からなかった）。
原語版ではザンギエフ同様、リッチ・ムーア監督が声を当てている。
「シュガー・ラッシュ」のレーサーたち
キャラクターのデザインは、日本のアニメキャラクターや女子高生のファッションを参考に“ハラジュクガール”の雰囲気で作られている。基本はヴァネロペを含む11人だが、色違いのキャラクターも存在する（作中では4人）。
キャンディ大王のプログラム改変によって記憶を書き換えられてしまい、主役であったヴァネロペを除け者にしている。作中ではヴァネロペをゴールさせないように、彼女の手作りカートを破壊したり、コース上のサクランボ爆弾でリタイアさせようとした。
「シュガー・ラッシュ」の世界が修正された後、記憶が戻りヴァネロペの「追放する」という発言に怯えるも、これまでの非礼を謝罪し和解。フェリックスとカルホーン軍曹の結婚式にも出席した。
タフィタ・マトンファッジ（Taffyta Muttonfudge）
リーダー格。
レーサーの中ではかなりの腕前を持つ。プラチナブロンドの髪、明るいピンク色のシャツの上に少し暗めのピンク色のジャケットを着た少女。イチゴ状のヘルメットをかぶっている。
使用レースカーは「ピンク・ライトニング」。
キャンドルヘッド（Candlehead）
緑の髪、茶色にピンク水玉のレギンスの上にピンクのジャケットを着た少女。陽気な性格で頭にろうそくを付けている。自分のレースカーに付いているろうそくの火を、チェリー爆弾に移してライバルのレースカーを爆破させたりなどが得意。タフィタとは大の仲良しだが、記憶が戻った際は今までの責任を彼女に押し付けようとした。
使用レースカーは「アイス・スクリーマー」。
ランシス・フラッガーバター（Rancis Fluggerbutter）
ブロンドの髪、二本の黄色い線があるオレンジのシャツの上にチョコレート色のジャケットを着た少年。頭にチョコレートを乗せている。鏡好きなナルシストで、自分のレースカーのバックミラーをよく見ては得意顔をしている。タフィタやキャンドルヘッドとよく行動を共にしている。
使用レースカーは「キット・カート・アンド・RV1」。
クランベリーナ・ディ・キャラメロ（Crumbelina Di Caramello）
こげ茶色の髪、テラコッタ色の肌、カフェラテ色の服を着た少女。被っているレーシングキャップのつばはチョコレートがけのクッキー状になっている。
使用レースカーは「ティラミサイル」。終盤でヴァネロペはラルフを助ける際、彼女のレースカーを使った。
ジュビリーナ・ビンビン（Jubileena Bing-Bing）
クリムゾンでツインテールの髪、赤味がかった肌、サクランボが描かれた白いシャツの上に赤いジャケットを着ている少女。
使用レースカーは「チェリオット」。
色違いキャラにシトルセラ・フラッグパカー（Citrusella Flugpucker）がいる。
グロイド・オレンジボア（Gloyd Orangeboar）
茶色の髪、白い肌、白いTシャツの上にオレンジ地に茶色の縞模様のブレザーを着た少年。オレンジ色のカボチャ型の帽子を被っている。
使用レースカーは「カーネル」。
スノワナ・レインボー（Snowanna Rainbeau）
オレンジ、紫、黄色などに色分けられたアフロヘアー、こげ茶色の肌、オレンジ地に白い花柄のシャツを着て、バイオレットのジャケットを羽織った少女。
アフロヘアーにはアイスキャンディの棒が刺さっている。ジャケットの袖にはやや薄いバイオレットのフリルが付いている。
使用レースカーは「フロー・コーン」。
アドラビーズル・ウィンターポップ（Adorabeezle Winterpop）
暗いコバルトブルー色の髪、真っ白な肌、ネイビー地に白い星柄のレギンスを着て、紺色のジャケットを羽織った少女。白いロシア帽状の帽子と同じ材質のレッグウォーマーを着用。
使用レースカーは「アイス・ロケット」。
色違いキャラにノゲータシャ・バランブルステイン（Nougetsia Brumblestain）がいる。レースカーの車種は同じで、カラーリングが赤、白、ピンクである。
スウィズル・マラキー（Swizzle “The Swizz” Malarkey）
濃緑色の髪は肩までの長さ、褐色の肌、青い衣装の少年。
使用レースカーは「タン・ツイスター」。
ミンティ・サクラ（Minty Sakura）
日本語版のみ登場するレーサー。緑の髪、白い肌、桜色の着物を着た和風の少女。
使用レースカーは「ヴェロシ・ラッパー」（後述のミンティ・ザキと同等のデザイン）。
ミンティ・ザキ（Minty Zaki）
日本語版以外では、ミンティ・サクラに代わって登場するレーサー。
緑の髪、褐色の肌、緑の衣装の少女。キャンディの包み紙状の髪飾りをしている。
色違いキャラにスティッキー・ウィプルスニット（Sticky Wipplesnit）と、トーバルド・バッターバター（Torvald Batterbutter）がいる。レースカーもミンティの色違いで、スティッキーがティールグリーン、トーバルドがイエロー。
ウィンチェル＆ダンカン（Wynchel & Duncan）
サワー・ビル同様、本来はヴァネロペの部下だが、キャンディ大王のプログラム改変によりキャンディ大王の命令を聞いている。茶色いエクレアがウィンチェルで、白いドーナツがダンカン。
帽子やサングラスで警官風の装いをしている。移動はバイクである。
ビアードパパ（Beard Papa）
「シュガー・ラッシュ」の登場人物（NPC）。レーシングカート工場の守衛をしている。
日本の実在のシュークリームブランド「ビアードパパの作りたて工房」のマスコットキャラクター。

### 「ヒーローズ・デューティ」（Hero's Duty）
ホログラム将軍（General Hologram）
「ヒーローズ・デューティ」の登場人物。ホログラムで拡大投影されている男性の軍人。
ゲームの舞台である塔を踏破した者（プレイヤー）の栄誉を称え、メダルを授与する。
マルコフスキー（Markowski）
「ヒーローズ・デューティ」の兵士（NPC）。虫を見ただけで怯えたり、自分のゲームの世界観に嫌気を差すなど情けない部分があり、ラルフは成り行き上、彼に扮して「ヒーローズ・デューティ」に侵入することになる。ゲーム終了後の周囲の同僚たちの口ぶりから、元々それほど有能ではなかった様子。
コフート（Kohut）
「ヒーローズ・デューティ」の兵士。カルホーン軍曹の右腕的存在。フェリックスにカルホーンの悲しい過去を教えた。
ドクター・ブラッド・スコット（Dr. Brad Scott）
「ヒーローズ・デューティ」の兵士で、カルホーン軍曹のかつての恋人。カルホーンを「最高に魅力的な女性（dynamite gal）」と呼んで積極的なアプローチを続けた末、彼女にプロポーズをする。しかし結婚式の日にカルホーンの目の前で来襲したサイ・バグに食われ、命を落とした。その時の事件でカルホーンは心に深い傷を負ってしまう。
サイ・バグ（Cy-Bug）
「ヒーローズ・デューティ」の敵キャラクターである、昆虫型の機械生命体。群れを成して行動し、食べた物を体に取り込んで変異してゆく。
普段（非プレイ時）は卵の状態で待機しており、ゲームが始まるごとに孵化・急成長してプレイヤーに襲いかかる。誘光性であり、光を見ると本能のまま、光を目指す性質がある。そのため、ゲームが終了する際、プレイヤーに撃破されなかったままの成虫は「ビーコン」と呼ばれるレーザー光線で引き寄せ、消却処分されている。
作中に登場する他のゲームキャラクターと異なり、自我や知能を有しておらず悪役を演じているのではなく本当に凶暴で、極めて危険な存在。

### 「フィックス・イット・フェリックス」（Fix-It Felix, Jr.）
ジーン（Gene）
「フィックス・イット・フェリックス」の登場人物。ゲームの舞台である町・ナイスランドの住人で、ビルのオーナー。ゲーム開始時のムービーシーンでラルフがアパートに殴り込みをかける際、毎回窓から放り出されている。
主人公のフェリックスに対してはゴマをするように親しげだが、悪役のラルフに対しては、恐怖心から遠巻きにする他の住人たちと違って常に嫌悪感むき出しの態度で接するほどに毛嫌いしており、彼の存在を頭ごなしに否定するなど悪役に対して偏見な考えを持っていたため、ゲーム外でも今まで不満を我慢していたラルフの怒りを買ってしまう。
メアリー（Mary）、ドン（Don）、ディアンナ（Deanna）、ロイ（Roy）
「フィックス・イット・フェリックス」の登場人物。ビルを登るフェリックスに、パワーアップアイテムのパイを差し入れることを役割としている。
ボビー・ダンダーソン（Bobby Dunderson）
前述のカットされたシーンで登場予定だった没キャラクター。「ヒーローズ・デューティ」で同じ牢屋に収監されていたラルフに全てのレベルにアクセスできるチートコードを教え、「エクストリーム・イージー・リヴィン2」に誘うという設定だった。

### 「悪役お悩み相談会」（Bad-Anon）
グズタ（Clyde）
『パックマン』の悪役で相談会のリーダー的存在。他の悪役と比べデフォルメされた外見をしている。ラルフが「悪役をやめる」と言った時は、ゲーム原作同様青白い体（イジケ）になり、その際「役割を変えることはできない」とアドバイスした。
日本でも後の『パックマン』シリーズでは、名前は米国版と同じく「クライド」だが、本作では作品背景を考慮し、当時の呼称である「グズタ」が使われている。
ザンギエフ（Zangief）
『ストリートファイターII』のキャラクター。彼もラルフ同様、昔はヒーローに憧れており、落ち込んだときは「人間の頭蓋骨を太ももに挟んで潰した」という。しかし、自分がヒーローだったら誰が頭蓋骨を潰すのかと考え、今は自分が悪役であることに誇りを持っており、ラルフに「悪役は悪いやつとは限らない」と語る。
原語版ではサワー・ビルと同じく、監督自らが声をあてた。
ベガ（M. Bison）
ザンギエフ同様、『ストリートファイターII』の悪役。台詞は主に一言のみで、劇中最初に「ターボ」の話をするのが彼である。
シリル（Cyril）
『ザ・ハウス・オブ・ザ・デッド』の悪役。片言で話し、ラルフに「役割は気にするな、自分を愛するんだよ」と語る。
カノウ（Kano）
『モータルコンバット』の悪役。体にタトゥーを施した改造人間で、シリルの心臓を鉄の爪で取り出した。
クッパ（Bowser）
『マリオシリーズ』の悪役。ザンギエフの右隣にいた。ラルフが「悪役をやめる」と言った時は驚いて口から火を吐いた。台詞は特にない。
ドクター・エッグマン（Doctor EGGMAN）
『ソニックシリーズ』の悪役。ザンギエフの左隣におり、ゲーム・セントラル・ステーションに移動する際はクッパの隣に座り、何かを話す描写があった。台詞は特にない。
セガ・バン・ベイダー（Sega Van Vader）
『獣王記』の悪役で外見は紫色のサイ。強面だが気が弱い。台詞は特にない。
サティーン（Sateen）
ラルフ同様、本作オリジナルの悪役キャラクター（ゲームは不明）。全身真っ赤で左手に杖を持った悪魔のような外見。ラルフが彼を「サターン」と言い間違えた際にそれを否定している。
また、彼以外に青い髪の悪魔風の女性、王冠を被った緑色の目玉の怪物、黄色いロボットなどのオリジナルの悪役が登場しているが、特に台詞はない。

### 「ゲーム・セントラル・ステーション」 (Game Central Station)
サージ・プロテクター（Surge Protector）
ゲーム・セントラル・ステーションの管理者。
抜き打ちで取調べをするのでゲームキャラクターたちからは、よく嫌われている。
ハゲ頭からフィラメントが生えた中年男性のホログラム映像として認識されている。
ソニック・ザ・ヘッジホッグ（Sonic the Hedgehog）
『ソニックシリーズ』の主人公。ゲーム・セントラル・ステーションの電光広告で、この作品における「ゲーム世界の掟」を広告するキャラクターとして登場しており、その際、他のゲームでは死ぬと生き返られないことを伝えた。なお、本作に出演する実在するゲームのキャラで唯一オリジナルと同じ声優が担当している。
Qバート（Q*bert）
『Q*bert』の登場キャラクター。かつて自分のゲーム筐体が撤去されてしまい、他の登場キャラクターたちと一緒にゲーム・セントラル・ステーションに佇んでいる。
ラルフが「ターボ」したと勘違いし、フェリックスにそれを伝える。物語終盤、ラルフの思い付きで登場キャラクター皆で「フィックス・イット・フェリックス」のボーナスステージを手伝い、ゲームを盛り上げていく。
ヘビのコイリー（Coily）
『Q*bert』の登場キャラクター。
亀のグレン（Glenn the Turtle）
『フロッガー』の登場キャラクター。「フィックス・イット・フェリックス」で30周年パーティに参加していた。
他に天使風の男女、オレンジ色の生き物などが登場している。

### 「ゲームセンター」 (Litwak’s Arcade)
Mr.リトワク（Mr. Litwak）
ゲームセンターの店長。本名はスタン・リトワク (Stan Litwak)。
ゲーム機の故障を自分の妻に例えて表現する。
プレイヤーの女の子（Moppet Girl）
ゲームセンターの常連客。ピンク色のフレームのメガネをかけている。偶然「フィックス・イット・フェリックス」をプレイした際、ラルフが不在だといち早く気付いた。
物語終盤、「シュガー・ラッシュ」でヴァネロペを選択しプレイしている。

## 世界観
悪役お悩み相談会
冒頭とラストに登場する、ゲームの悪役キャラクターたちによる悩み相談会。実在した過去のゲームや劇中創作の悪役キャラクターが参加している。全員ラルフと同じ、生涯悪役の運命を嘆いているが、身分を受け入れることによってゲーム社会で適応できるようにするというのが会の目的。閉会に際しては「自分は悪役でいい、ヒーローになれないのは決して悪くない、今のままの自分でいい」のモットーをもって会を終了する。その後、ラルフから「シュガー・ラッシュ」での冒険譚を聞き、共に喜び合った。会場は『パックマン』のモンスターたちがいるアジト。
ゲーム・セントラル・ステーション
テーブルタップ内にある、各ゲーム間の交流に用いられる中央ターミナル駅。
駅なのでゲーム筐体とはケーブル内の電車で移動。ゲームによって車両は異なる。各ゲームへは電光掲示板の文字で判別される。
モデルはグランド・セントラル駅。
ゲームセンター
物語の舞台となる店。国道83号線沿いで、30年以上営業している（という設定）。
ゲーム機の導入や撤去はあるが、配置換えはほとんど行われていない（作中ではプラグが抜かれることはゲーム機の撤去を意味している）。
劇中に登場する3種類のゲームはいずれも作中の架空のゲーム。
シュガー・ラッシュ
1997年に日本からリリースされた（という設定の）レースゲーム。キャンディバーの森やダイエットコーラの火山など、全てがお菓子でできた世界で、アントニオ・ガウディの建物をモチーフにしている。
キャラクターは3頭身前後のレーサーたちと、半擬人化された各種お菓子の2種類に分かれる。
日毎にゲームに登場するキャラクターが異なる。ラルフは「お菓子のレースゲーム」としか知らず、ヴァネロペも当初ラルフが悪役だと気づかなかった。
プログラム構成は各キャラクター、コース、その他の設備となるケージの中にアイテムなどのメモリを入れている。ケージ同士はケーブルで繋がれており、信号を送受信する毎にケージが光る。たとえケージからケーブルが抜かれたり特殊な箱で封印されたとしても繋がりが無くなるだけで、ケージ自体の機能が失ったり削除されることはない。この内部への入口はキャンディ大王の城のどこかにある。
後述の「#製作」の項にあるように、モデルは任天堂からリリースされている実在のレースゲーム『マリオカート』。なおアイテムボックスを取ると、マリオカートはランダムにアイテムが選ばれるが、「シュガー・ラッシュ」はそれぞれのキャラクターの潜在能力を引き出す設定になっている（ストックも可能）。
ヒーローズ・デューティ
一週間前に設置されたばかりの、近未来的な装備に身を包む人類と、凶暴な機械生命体“サイ・バグ”の攻防を描く最新型FPSゲーム。
プレイ料金は25セント硬貨が8枚で4人まで同時プレイ可能。シューターというロボットがプレイヤーの分身（顔がモニターになっており、プレイヤーの顔を映してどのシューターが誰の分身かを区別する）。
フィックス・イット・フェリックス
1982年にリリースされた（という設定の）8ビットアーケードゲーム。古いスペックのため、背景はドット調で描かれている。
プレイヤーは主人公のフィックス・イット（修理人）フェリックスを操作し、アパートビルの屋上に陣取る悪役のレック・イット（壊し屋）ラルフが落としてくる煉瓦を避けながら、窓を全て修理することを目的とする。各レベルのクリア時にはフェリックスに金メダルが授与され、ラルフは住人たちによって屋上からビル横の泥だまりに投げ落とされる。
ラルフ帰還後、悪役であるラルフも自分たちと同じ必要な存在であることを理解した住民たちは彼と和解し、ボーナスステージでQバートたちとともにゲームを盛り上げるようになったことで、人気のレトロゲームとなった。
この他に「エクストリーム・イージー・リヴィン2」という『シムシティ』と『グランド・セフト・オート』をモデルにしたゲームが登場予定だったが、諸事情によりカットされている（字幕上では前二者のモデルゲームの名は「シミュレーションゲーム」と「アクションゲーム」として伏せられている）。

## キャスト
| レック・イット・ラルフ              | ジョン・C・ライリー        | 山寺宏一 かぬか光明（予告）                  |              |                                  |          |
| ヴァネロペ・フォン・シュウィーツ    | サラ・シルバーマン         | 諸星すみれ                                   |              |                                  |          |
| フィックス・イット・フェリックス.Jr | ジャック・マクブレイヤー   | 花輪英司                                     |              |                                  |          |
| カルホーン軍曹                      | ジェーン・リンチ           | 田村聖子                                     |              |                                  |          |
| キャンディ大王                      | アラン・テュディック       | 多田野曜平                                   |              |                                  |          |
| タフィタ・マトンファッジ            | ミンディ・カリング         | 友近                                         |              |                                  |          |
| マルコフスキー                      | ジョー・ロー・トルグリオ   | 最上嗣生                                     |              |                                  |          |
| リトワク                            | エド・オニール             | 高岡瓶々                                     |              |                                  |          |
| ホログラム将軍                      | デニス・ヘイスバート       | 石塚運昇                                     |              |                                  |          |
| サティーン                          | マーティン・ジャーヴィス   | 石塚運昇                                     |              |                                  |          |
| メアリー                            | エディ・マックラーグ       | 堀越真己                                     |              |                                  |          |
| ビッグ・ジーン                      | レイモンド・S・パーシ      | 落合弘治                                     |              |                                  |          |
| ドン                                | ジェス・ハーネル           |                                              |              |                                  |          |
| ディアンナ                          | レイチェル・ハリス         | 瑚海みどり                                   |              |                                  |          |
| ロイ                                | スカイラー・アスティン     | 鳥海勝美                                     |              |                                  |          |
| ウィンチェル                        | アダム・カローラ           | 家中宏                                       |              |                                  |          |
| ベーカリー工房のコック              |                            | 家中宏                                       |              |                                  |          |
| ダンカン                            | ホラチオ・サンズ           | 武虎                                         |              |                                  |          |
| タッパー                            | モーリス・ラマーシュ       | 辻親八                                       |              |                                  |          |
| ビアードパパ                        | ジョン・ディマジオ         | 辻親八                                       |              |                                  |          |
| プレイヤーの女の子                  | ステファニー・スコット     | うえだ星子                                   |              |                                  |          |
| サワー・ビル                        | リッチ・ムーア             | 青山穣                                       |              |                                  |          |
| キャンドルヘッド                    | ケイティー・ローズ         | 黒沢かずこ（森三中）                         |              |                                  |          |
| ランシス・フラッガーバター          | ジェイミー・エルマン       | 大島美幸（森三中）                           |              |                                  |          |
| ジュビリーナ・ビンビン              | ジョージー・トリニダッド   | 村上知子（森三中）                           |              |                                  |          |
| クランベリーナ・ディ・キャラメロ    | シンブレ・ウォーク         | 箕輪はるか（ハリセンボン）                   |              |                                  |          |
| グロイド・オレンジボア              |                            | 近藤春菜（ハリセンボン）                     |              |                                  |          |
| スノワナ・レインボー                |                            |                                              |              |                                  |          |
| スウィズル・マラキー                |                            |                                              |              |                                  |          |
| 「シュガー・ラッシュ」のアナウンス  | タッカー・ギルモア         | 楠大典                                       |              |                                  |          |
| 亀のグレン                          | タッカー・ギルモア         |                                              |              |                                  |          |
| コフート                            | ブランドン・スコット       | 白熊寛嗣                                     |              |                                  |          |
| ブラッド                            | ティム・マーテンス         | 髙階俊嗣                                     |              |                                  |          |
| サージ・プロテクター                | フィル・ジョンストン       | 二又一成                                     |              |                                  |          |
| ケン・マスターズ                    | ルーベン・ラングダン       |                                              |              |                                  |          |
| リュウ                              | カイル・エベール           | 武虎                                         |              |                                  |          |
| ザンギエフ                          | リッチ・ムーア             | 広田みのる                                   |              |                                  |          |
| ベガ                                | ジェラルド・C・リヴァーズ  | 楠大典                                       |              |                                  |          |
| シリル（ゾンビ）                    | レイモンド・S・パーシ      | 岩崎ひろし                                   |              |                                  |          |
| カノウ（サイボーグ）                | ブライアン・ケシンガー     | 佐藤美一                                     |              |                                  |          |
| グズタ                              | ケヴィン・ディーターズ     | 仲野裕                                       |              |                                  |          |
| ソニック・ザ・ヘッジホッグ          | ロジャー・クレイグ・スミス | 金丸淳一\|-                                  | ユニ・バース | ジェイミー・スペアラー・ロバーツ | 楠見藍子 |
| ゲーマー                            |                            | 伊瀬茉莉也 林勇 成家義哉 角田紗里 菊池こころ |              |                                  |          |
| アナウンス                          |                            | 合田絵利                                     |              |                                  |          |
| ナイスランダー                      |                            | 稲川英里                                     |              |                                  |          |
| レーサー                            |                            | 安武みゆき                                   |              |                                  |          |
| その他                              | エミリー・ハーン           |                                              |              |                                  |          |

## カメオ出演
本作には、実在するコンピュータゲームキャラクターが端役として多数カメオ出演している。
画面に登場
- 『スーパーマリオシリーズ』のクッパ、スーパーキノコ
- 『ソニックシリーズ』のソニック・ザ・ヘッジホッグ、ドクター・エッグマン
- 『Qバート』のQバート、ヘビのコイリー、スリック、アグ、サム、ロングウェイ
- 『モータルコンバット』のカノウ、スモーク
- 『ストリートファイターシリーズ』のリュウ、ケン、春麗、キャミィ、ブランカ
- 『獣王記』のセガ・バン・ベイダー
- 『ペーパーボーイ』のペーパーボーイ
- 『ザ・ハウス・オブ・ザ・デッド』のシリル
- 『Dance Dance Revolutionシリーズ』のユニ・バース
- 『ジャウスト』の騎士とダチョウ
- 『フロッガー』のフロッガー
- 『ディグダグ』のディグダグ（ホリ・タイゾウ）、プーカ、ファイガー
- 『パックマン』のパックマン、アカベイ、ピンキー、アオスケ、グスタ、イジケ
- 『タッパー』のバーテンダー
- 『ポン』のパドル
- 『バーガータイム』のピーター・ペッパー
- 『QIX』のQIX
- 『メタルギアシリーズ』の「!」
- 『ロードブラスターズ』のレーサー
- 『スペースインベーダー』のインベーダー（似顔絵として）

名前の言及のみ
- 『スーパーマリオシリーズ』のマリオ
- 『トゥームレイダー』のララ・クロフト

ゲーム・セントラル・ステーションの落書き
- 「Aerith Lives」
- 「All your base are belong to us」
- 「Sheng Long was here」
- 「Jenkins」

その他
- キャンディ大王がプログラムに入り込む際、NES風のコントローラーにコナミコマンド（上上下下左右左右BA） を入力する（タッパーのロゴが描かれた紙にメモしていたが、いつどうやって手に入れたかは不明）。
- パーティ会場で登場するDJは、本作に楽曲を提供しているSkrillexがモデルになっている。
- シュガー・ラッシュの王国に登場するオレオの兵隊は、メタリカのThe Frayed Ends Of Sanityを歌っている。
- 『Tapper』の廊下に飾られているゲームキャラクターの似顔絵の中に、リッチ・ムーア監督が混ざっている（インベーダーとQバートの間、ソニックの下）。
- ラストシーンの「シュガー・ラッシュ」のゲーム機近くの壁に『ティーンエイジ・ミュータント・ニンジャ・タートルズ』が描かれている。
- プロデューサー、クラーク・スペンサーによると62キャラクターが出演。
- スタッフロール直前のクレジット音は『マッピー』のクレジット音。

## 製作
製作中の仮題は Joe Jump や、 Reboot Ralph であった。
ウォルト・ディズニー・アニメーション・スタジオの社長で本作の製作総指揮であるジョン・ラセターは、『シュガー・ラッシュ』を「自分がグッドガイであることを示すために冒険する8ビットゲームバッドガイ」と説明した。また、監督のリッチ・ムーアは「レインボーロードでコースアウトして落下するなどの体験を再現したかった。『マリオカート』の世界を3D映画にしたかった。」と語っている。
ディズニーの1988年の映画『ロジャー・ラビット』の手法で、多くのコンピュータゲームのキャラクターがカメオ出演する。予告編第1弾ではラルフと共にセラピーに参加するグズタたち各キャラクターの姿がある。
当初は2013年3月22日公開予定だったが、2012年11月2日に変更された。
日本語吹き替えされた予告編では、劇中に登場する看板などの英文や英字名称は、その部分の映像を差し替えて日本語のものにしていた。ただし、劇場公開時には、ヴァネロペとラルフが造ったレースカーへのサイン、ヴァネロペの手作りメダルを除き、本編の映像は差し替えられず、オリジナルの映像のまま上映された。

## 公開
本作の劇場公開時にはディズニーの短編映画『紙ひこうき』が同時上映される。
予告編は2012年6月6日に『マダガスカル3』の公開時に上映された。

### 受賞とノミネート
| 賞                                     | 部門                                   | 候補                                                                                   | 結果       |
| -------------------------------------- | -------------------------------------- | -------------------------------------------------------------------------------------- | ---------- |
| 第85回アカデミー賞                     | 長編アニメ映画賞                       |                                                                                        | ノミネート |
| アニー賞                               | 作品賞                                 |                                                                                        | 受賞       |
| アニー賞                               | 監督賞                                 | リッチ・ムーア                                                                         | 受賞       |
| アニー賞                               | 声優賞                                 | アラン・テュディック（キャンディ大王）                                                 | 受賞       |
| アニー賞                               | 脚本賞                                 | フィル・ジョンストン、ジェニファー・リー                                               | 受賞       |
| アニー賞                               | 音楽賞                                 | ヘンリー・ジャックマン、Skrillex、Adam Young、 Matthew Thiessen、Jamie Houston、秋元康 | 受賞       |
| アニー賞                               | キャラクター・デザイン賞               | Bill Schwab、Lorelay Bove、Cory Loftis、Minkyu Lee                                     | ノミネート |
| アニー賞                               | アニメーション効果賞                   | Brett Albert                                                                           | ノミネート |
| アニー賞                               | ストーリーボーディング賞               | Leo Matsuda、Lissa Treiman                                                             | ノミネート |
| 米国映画批評会議賞                     | アニメ映画賞                           |                                                                                        | 受賞       |
| キッズ・チョイス・アワード             | アニメ映画賞                           |                                                                                        | 受賞       |
| 第18回クリティクス・チョイス・アワード | アニメ映画賞                           |                                                                                        | 受賞       |
| 第70回ゴールデングローブ賞             | アニメ映画賞                           |                                                                                        | ノミネート |
| 第17回サテライト賞                     | アニメーション・ミックスメディア映画賞 |                                                                                        | ノミネート |
| 第39回サターン賞                       | アニメ映画賞                           |                                                                                        | ノミネート |

## 書籍
- シュガー・ラッシュ（ディズニーアニメ小説版） 偕成社（アイリーン・トリンブル、 倉田真木）ISBN 978-4-037919504
- シュガー・ラッシュ（ディズニー・リミテッド・コレクターズ・エディション） インフォレスト（大畑隆子、ディズニー・ストーリーブック・アーティス）ISBN 978-4-800620064
- シュガー・ラッシュ（ディズニーおはなしぬりえ 48） うさぎ出版 ISBN 978-4-813324737
- シュガー・ラッシュ（ディズニーゴールド絵本） 講談社（斎藤妙子）ISBN 978-4-062625852
- シュガー・ラッシュ―お菓子ゲームの国の大冒険!（ディズニー・ゴールデン・コレクション） うさぎ出版 ISBN 978-4-522467718
- The Art of Wreck-It Ralph (The Art of Disney) Chronicle Books（Rich Moore , Maggie Malone , Jennifer Lee , John Lasseter）[注 22] ISBN 978-1-452111018
- Wreck-It Ralph Little Golden Book (Disney Wreck-it Ralph) Golden/Disney（RH Disney) [注 22] ISBN 978-0-736429726
- Wreck-It Ralph One Sweet Race (Disney Wreck-It Ralph) Disney Book Group（Elle D. Risco , Brittney Lee）[注 22] ISBN 978-1-423166283

## ゲーム
アクティビジョンよりWii、ニンテンドー3DS用ゲームが販売された。ジャンルはアクションアドベンチャー。日本未発売。
ゲスト出演としてセガから発売された『ソニック&オールスターレーシング トランスフォームド』では、ラルフがプレイヤーキャラクターとして参加している。
キングダム ハーツ シリーズではコンシューマー作品で直接は扱われていないが、『キングダム ハーツIII』にてラルフが召喚キャラとして登場している。スマホアプリ版『キングダム ハーツ ユニオン クロス』ではゲーム・セントラル・ステーション、ナイスランド、サイ・バグセクター、キャンディ・キングダムがそれぞれワールドとして登場し、本作のストーリーを追体験する。

## オリジナル・サウンドトラック
シュガー・ラッシュ オリジナル・サウンドトラック ASIN: B00AU5R6QQ
1. ホエン・キャン・アイ・シー・ユー・アゲイン?
2. レック-イット、レック-イット・ラルフ
3. セレブレーション
4. Sugar Rush
5. バグ・ハント（ノイジア・リミックス）
6. シャット・アップ・アンド・ドライヴ
7. ラルフ
8. アーケードゲームのくらし
9. 脱走
10. シャトル大暴走
11. ヴァネロペ・フォン・シュウィーツ
12. ロイヤル・レース
13. カップケーキの脱走
14. キャンディ荒らし
15. ターボの過去
16. 笑うつる草
17. 制限時間は1分
18. ヴァネロペの隠れ家
19. プログラムを乱す
20. キャンディ大王
21. 壊されたカート
22. ペントハウスからレースへ
23. シュガー・ラッシュの天王山
24. 私のヒーロー
25. アーケードゲームのフィナーレ

## 公開記念特番
日本では、公開を記念して2013年3月16日より特別番組が放送された。出演は有野晋哉・濱口優（よゐこ）、諸星すみれ。ナレーションは満仲由紀子、小野寺一歩。
| 放送地域       | 放送局           | 放送期間      | 放送日時           | 放送系列       | 備考             |
| -------------- | ---------------- | ------------- | ------------------ | -------------- | ---------------- |
| 愛知県         | テレビ愛知       | 2013年3月16日 | 土曜 7:00 - 7:30   | テレビ東京系列 |                  |
| 関東広域圏     | テレビ東京       | 2013年3月20日 | 水曜 8:00 - 8:30   | テレビ東京系列 |                  |
| 大阪府         | テレビ大阪       | 2013年3月20日 | 水曜 8:00 - 8:30   | テレビ東京系列 |                  |
| 宮城県         | ミヤギテレビ     | 2013年3月20日 | 水曜 10:55 - 11:25 | 日本テレビ系列 |                  |
| 鳥取県・島根県 | 日本海テレビ     | 2013年3月20日 | 水曜 10:55 - 11:25 | 日本テレビ系列 |                  |
| 富山県         | 北日本放送       | 2013年3月20日 | 水曜 15:55 - 16:25 | 日本テレビ系列 |                  |
| 中京広域圏     | 東海テレビ       | 2013年3月21日 | 木曜 25:35 - 26:05 | フジテレビ系列 |                  |
| 日本全域       | MUSIC ON! TV     | 2013年3月22日 | 金曜 20:30 - 21:00 | 音楽専門CS放送 | リピート放送あり |
| 愛媛県         | 愛媛朝日テレビ   | 2013年3月23日 | 土曜 6:30 - 7:00   | テレビ朝日系列 |                  |
| 香川県・岡山県 | 瀬戸内海放送     | 2013年3月23日 | 土曜 9:55 - 10:25  | テレビ朝日系列 |                  |
| 沖縄県         | 沖縄テレビ       | 2013年3月23日 | 土曜 10:30 - 11:00 | フジテレビ系列 |                  |
| 鹿児島県       | 鹿児島テレビ     | 2013年3月23日 | 土曜 13:25 - 13:55 | フジテレビ系列 |                  |
| 石川県         | 石川テレビ       | 2013年3月23日 | 土曜 13:30 - 14:00 | フジテレビ系列 |                  |
| 岩手県         | IBC岩手放送      | 2013年3月23日 | 土曜 15:30 - 16:00 | TBS系列        |                  |
| 福井県         | 福井テレビ       | 2013年3月23日 | 土曜 16:10 - 16:40 | フジテレビ系列 |                  |
| 日本全域       | Dlife            | 2013年3月23日 | 土曜 21:30 - 22:00 | BS放送         |                  |
| 北海道         | 北海道文化放送   | 2013年3月23日 | 土曜 26:10 - 26:40 | フジテレビ系列 |                  |
| 青森県         | 青森朝日放送     | 2013年3月25日 | 月曜 10:30 - 11:00 | テレビ朝日系列 |                  |
| 新潟県         | 新潟テレビ21     | 2013年3月25日 | 月曜 25:50 - 26:20 | テレビ朝日系列 |                  |
| 福島県         | 福島放送         | 2013年3月26日 | 火曜 26:15 - 26:45 | テレビ朝日系列 |                  |
| 大分県         | 大分朝日放送     | 2013年3月27日 | 水曜 15:23 - 15:53 | テレビ朝日系列 |                  |
| 長崎県         | テレビ長崎       | 2013年3月28日 | 木曜 16:20 - 16:50 | フジテレビ系列 |                  |
| 熊本県         | 熊本朝日放送     | 2013年3月29日 | 金曜 14:55 - 15:25 | テレビ朝日系列 |                  |
| 福岡県         | 九州朝日放送     | 2013年3月31日 | 日曜 6:00 - 6:30   | テレビ朝日系列 |                  |
| 静岡県         | テレビ静岡       | 2013年3月31日 | 日曜 24:40 - 25:10 | フジテレビ系列 |                  |
| 山口県         | 山口朝日放送     | 2013年4月1日  | 月曜 14:30 - 15:00 | テレビ朝日系列 |                  |
| 鹿児島県       | 鹿児島放送       | 2013年4月1日  | 月曜 16:00 - 16:30 | テレビ朝日系列 |                  |
| 山形県         | 山形テレビ       | 2013年4月4日  | 木曜 25:45 - 26:15 | テレビ朝日系列 |                  |
| 広島県         | 広島ホームテレビ | 2013年4月6日  | 土曜 11:15 - 11:45 | テレビ朝日系列 |                  |
| 高知県         | 高知放送         | 2013年4月6日  | 土曜 14:30 - 15:00 | 日本テレビ系列 |                  |
| 長野県         | 長野朝日放送     | 2013年4月6日  | 土曜 17:00 - 17:30 | テレビ朝日系列 |                  |

## アトラクション
2024年4月26日、東京ディズニーリゾートの運営会社であるオリエンタルランドは同年10月に閉鎖予定の東京ディズニーランド「バズ・ライトイヤーのアストロブラスター」（トゥモローランド）の跡地に本作品をテーマとしたアトラクションを2026年度以降に導入すると発表した。